# الهجرين (الحصن)

تعديل مصدري - تعديل

الهجرين هي إحدى قرى عزلة اليمانية العليا بمديرية الحصن التابعة لمحافظة صنعاء، بلغ تعداد سكانها 890 نسمة حسب تعداد اليمن لعام 2004.